# Fernanda Ribeiro (dubladora)
Fernanda Ribeiro Marçal do Nascimento (Duque de Caxias, 15 de agosto de 2001) é uma atriz e dubladora brasileira.

## Biografia
Profissional disciplinada e dedicada, a atriz coloca não só sua voz, como seu corpo a serviço de todo tipo de personagem. É uma contadora de histórias desde que se entende por gente. Aos 4 anos, pediu para atuar e fez sua primeira figuração. Na televisão, estreou em uma participação no Especial de Natal da Xuxa, em 2006. No ano seguinte, interpretou Tia Nastácia criança, no Sítio do Picapau Amarelo. Em 2012, esteve em Avenida Brasil. Em 2020, foi convidada também para gravar Salve-se Quem Puder, novela em que seu irmão mais novo interpretou Mosquito.

## Dublagem
| Ano       | Título                  | Papel |
| --------- | ----------------------- | ----- |
| 2010-2012 | Meu AmigãoZão           | Yuri  |
| 2022      | Meu AmigãoZão - O Filme | Yuri  |

| Ano       | Título                      | Papel                    | Voz Original                                         |
| --------- | --------------------------- | ------------------------ | ---------------------------------------------------- |
| 2011-2016 | O Incrível Mundo de Gumball | Anais Watterson (1ª voz) | Kyla Rae Kowalewski                                  |
| 2011-2022 | Bubble Guppies              | Molly                    | Brianna Gentilella Bailey Gambertoglio Taylor Kaplan |

| Ano  | Título                       | Papel                        | Voz Original       |
| ---- | ---------------------------- | ---------------------------- | ------------------ |
| 2003 | Procurando Nemo (Redublagem) | Darla                        | LuLu Ebeling       |
| 2009 | Up - Altas Aventuras         | Ellie (criança)              | Elizabeth Docter   |
| 2009 | A Princesa e o Sapo          | Charlotte La Bouff (criança) | Breanna Brooks     |
| 2010 | Enrolados                    | Rapunzel (criança)           | Delaney Rose Stein |
| 2012 | Valente                      | Merida (criança)             | Peigi Barker       |

| Ano  | Título            | Papel         | Atriz       |
| ---- | ----------------- | ------------- | ----------- |
| 2020 | Lovecraft Country | Diana Freeman | Jada Harris |